# Cecil Blachford
Cecil William Blachford, född 24 juni 1880 i Montreal, död 10 maj 1965 i Montreal, var en kanadensisk ishockeyspelare. Blachford spelade som rover för Montreal AAA i CAHL samt för Montreal Wanderers i FAHL, ECAHA och NHA åren 1902–1910.

## Karriär
I januari och februari 1903 var Blachford med och vann Stanley Cup med Montreal AAA sedan laget vunnit en matchserie mot Winnipeg Victorias med 2-1 i matcher. Från säsongen 1904 spelade han med Montreal Wanderers och vann Stanley Cup med laget 1906, 1907, 1908 och 1910, åren 1906–1909 som lagkapten för det stjärnspäckade laget.
Säsongen 1907 blev Blachford utsatt för ett överfall under en match i ECAHA mellan Montreal Wanderers och Ottawa Hockey Club där Ottawas back Charles Spittal slog honom med klubban över huvudet. Spittal arresterades senare av polis då laget spelade i Montreal och bötfälldes för tilltaget.
Blachford valde att inte bli professionell med resten av Montreal Wanderers och avslutade spelarkarriären 1909. Han återkom dock till laget säsongen 1910 då han spelade tre matcher i NHA.
Cecil Blachford och hans fru Gertrude Freeman fick tre söner tillsammans; Bill, Oswald och Eric. Han dog den 10 maj 1965 på Lachine General Hospital i Montreal och ligger begraven på Mount Royal Cemetary.

## Statistik
CAHL-I = CAHL-Intermediate
| 1902–03            | Montreal AAA-2     | CAHL-I             | 5  | 7  | 0 | 7  | –  | –  | – | – | – | –  |
| 1902–03            | Montreal AAA       | CAHL               | 1  | 2  | 1 | 3  | 3  | –  | – | – | – | –  |
|                    |                    | Stanley Cup        | –  | –  | – | –  | –  | 2  | 0 | 0 | 0 | 6  |
| 1904               | Montreal Wanderers | FAHL               | 5  | 4  | 0 | 4  | 6  | –  | – | – | – | –  |
|                    |                    | Stanley Cup        | –  | –  | – | –  | –  | 1  | 1 | 0 | 1 | –  |
| 1904–05            | Montreal Wanderers | FAHL               | 7  | 10 | 0 | 10 | –  | –  | – | – | – | –  |
| 1906               | Montreal Wanderers | ECAHA              | 6  | 5  | 2 | 7  | 13 | –  | – | – | – | –  |
| 1907               | Montreal Wanderers | ECAHA              | 7  | 16 | 3 | 19 | 3  | –  | – | – | – | –  |
|                    |                    | Stanley Cup        | –  | –  | – | –  | –  | 3  | 0 | 0 | 0 | 3  |
| 1907–08            | Montreal Wanderers | ECAHA              | 10 | 11 | 4 | 15 | 13 | –  | – | – | – | –  |
|                    |                    | Stanley Cup        | –  | –  | – | –  | –  | 4  | 5 | 0 | 5 | 5  |
| 1910               | Montreal Wanderers | NHA                | 3  | 5  | 0 | 5  | 8  | –  | – | – | – | –  |
| FAHL totalt        | FAHL totalt        | FAHL totalt        | 12 | 14 | 0 | 14 | 6  | –  | – | – | – | –  |
| ECAHA totalt       | ECAHA totalt       | ECAHA totalt       | 23 | 32 | 9 | 41 | 29 | –  | – | – | – | –  |
| Stanley Cup totalt | Stanley Cup totalt | Stanley Cup totalt | –  | –  | – | –  | –  | 10 | 6 | 0 | 6 | 14 |

Statistik från Society for International Hockey Research på sihrhockey.org

## Meriter
- Stanley Cup – 1903, 1906, 1907, 1908 och 1910.